# 磷杂乙炔
磷杂乙炔是一种无色气体，化学式HCP，结构式H—C≡P，有罕見的磷≡碳鍵。

## 制备
磷杂乙炔可以由磷化氢通过炭电弧放电得到，同时也产生乙炔和乙烷，或者由H3CPCl2热分解得到，副产物氯化氢。

## 性质
磷杂乙炔不稳定，仅在低压或低温存在。